# Tipómetro

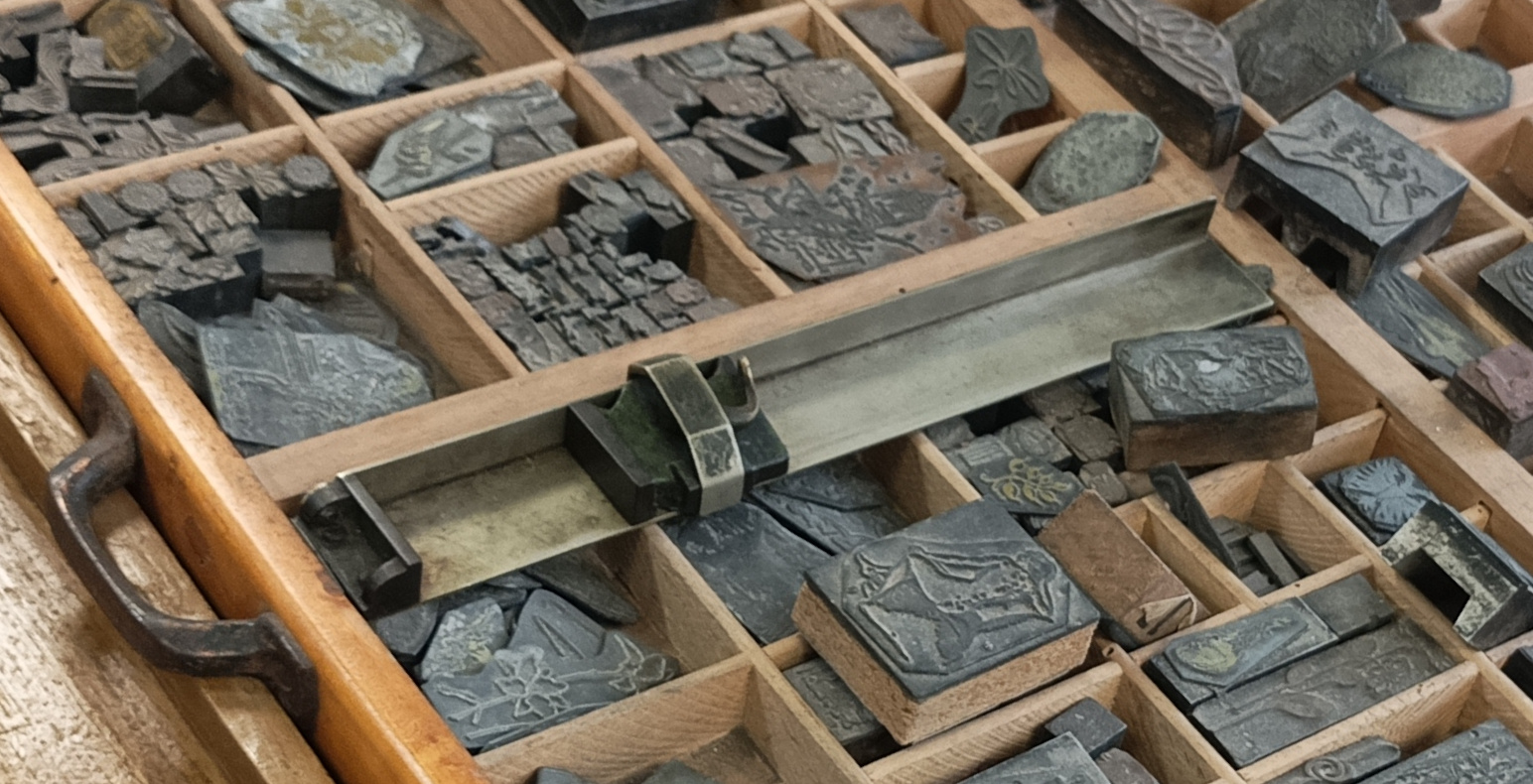
Componedor, sobre una caja llena de tipos, de la Antigua Imprenta Sur.

Representación de un tipómetro; arriba con milímetros, medios centímetros y centímetros, abajo con la escala en unidades de punto tipográfico en grupos de tres, seis y doce puntos (un cuarto de cícero, medio cícero y un cícero)

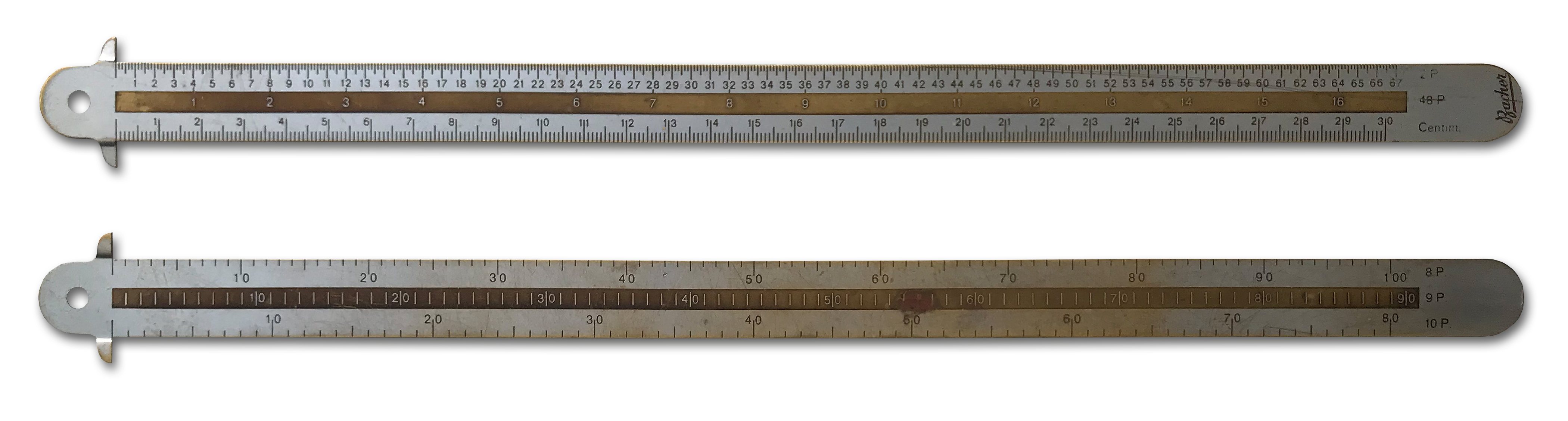
Antiguo tipómetro metálico con un gancho para la composición tipográfica manual.

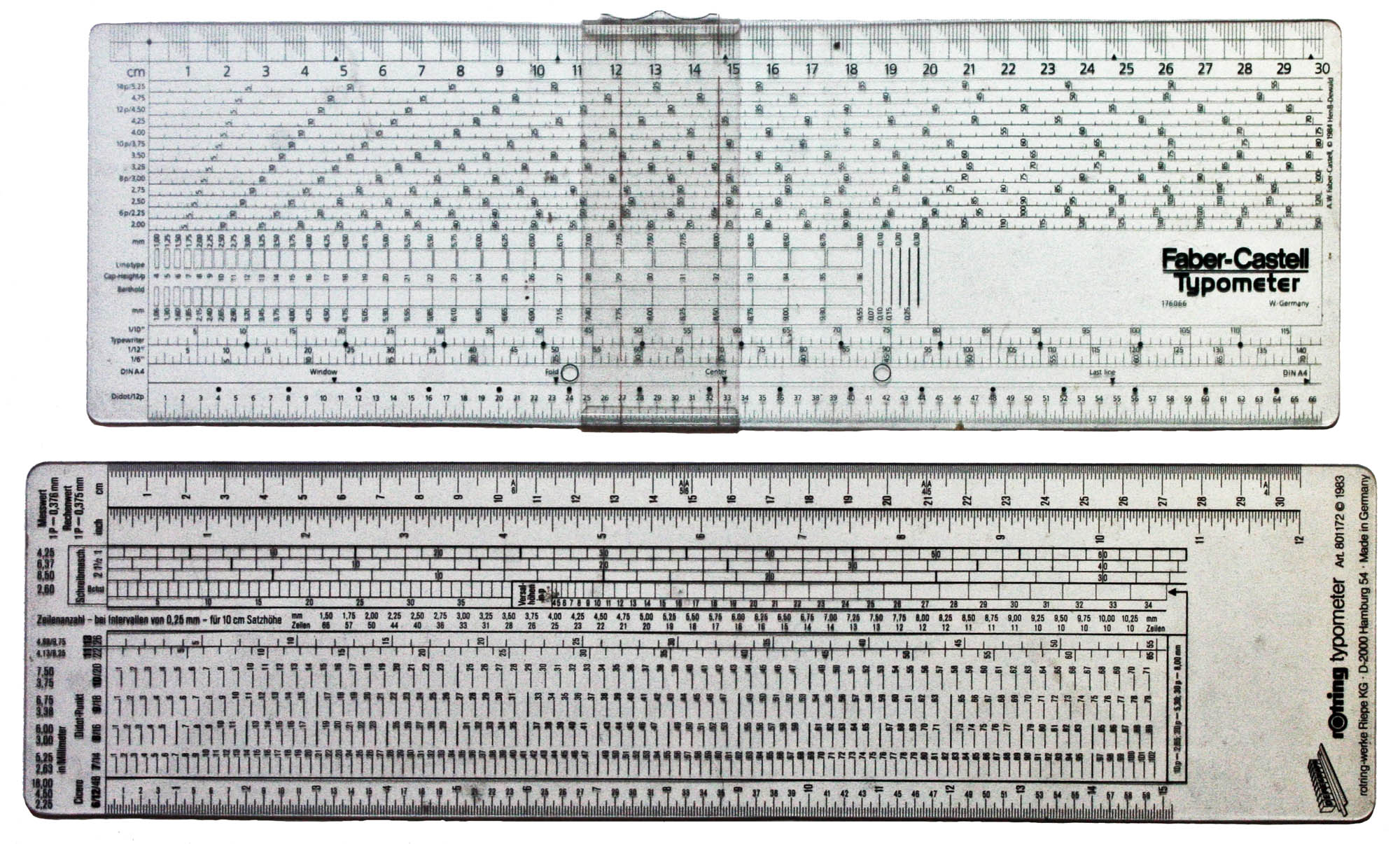
Tipómetros de plástico, de los años 1980, con distintas escaletas.

El tipómetro es una regla graduada dividida generalmente en puntos tipográficos o cíceros en uno de sus lados y en centímetros o milímetros en el otro, que se utilizaba tradicionalmente en las artes gráficas para comprobar las medidas de los materiales tipográficos. Los tipómetros más perfeccionados permitían también medir la fuerza de cuerpo de un tipo de letra, el interlineado de un texto, el grosor de los filetes de párrafo y otras características del texto impreso. De esta manera, los diseñadores podían estudiar y reproducir las características de un documento.
Uno de los ámbitos en los cuales el tipómetro era más utilizado era en las redacciones de los diarios y de las revistas, donde se empleaba en conjunción con otras herramientas como el papel de calco o el cuentahilos para definir la maquetación de las páginas de las publicaciones, incluso en los años 1980.
Los tipómetros están hechos de madera o metal (posteriormente, de plástico transparente o acetato) y presentan diversas formas y tamaños. Algunos de ellos tienen también varias escaletas, es decir, distintas escalas que permiten medir las propiedades del texto. Cada escaleta corresponde con un cuerpo de letra o una interlínea, en el caso en que los bloques de línea estén separados por espacios en blanco. No obstante, las escaletas no permiten medir ciertos tamaños de letra generados por ordenador, que pueden estar formados por fracciones de punto.
Debido a la informatización del proceso de composición tipográfica, que permite una mayor precisión a la hora de determinar del tamaño de los textos, el tipómetro ha desaparecido de la mayoría de las profesiones relacionadas con el diseño gráfico. Sigue siendo utilizado, aun así, en las imprentas tradicionales que todavía emplean tipos móviles.

## Historia
El sistema de clasificación del tamaño de los tipos de impresión en puntos tipográficos fue establecido en el siglo XVII, tal como aparece en el libro de 1723 La Science pratique de l'imprimerie, escrito por el impresor y librero francés Martin-Dominique Fertel. En 1737, el grabador y forjador de tipos francés Pierre-Simon Fournier (apodado Fournier el joven) inventó una herramienta en forma de escuadra llamada Prototype (prototipo), que le permitía medir de manera precisa la fuerza de cuerpo de un tipo de letra. También estableció el point Fournier (punto Fournier), que permitió por primera vez establecer una correlación entre una fuerza de cuerpo y un número determinado e invariable de puntos. Según sus propias palabras,

" Pour faire la combinaison des corps, il suffit de savoir le nombre de points typographiques dont ils sont composés. Il faut pour cela que les points ou grandeurs données soient invariables, de manière qu'il puissent servir de guides dans l'imprimerie, comme le pied de roi, les pouces et les lignes en servent dans la géométrie.
Para proceder a la combinación de cuerpos, solo hace falta conocer el número de puntos tipográficos que los componen. Para ello es necesario que los puntos o medidas presentadas sean invariables, de manera que puedan servir como guías para la imprenta, así como el pie de rey, las pulgadas y las líneas son utilizadas para la geometría.
Pierre-Simon Fournier.

De esta manera, en su Table des proportions (tabla de proporciones) publicada en 1737, Fournier el joven propone un sistema constituido de 144 puntos tipográficos sobre los cuales distribuye las fuerzas de cuerpo de los tipos de letra utilizados en la imprenta, que iban desde la Parisienne (parisina, la más pequeña, a la excepción de la Perle - perla - que era a penas utilizada) hasta la grosse Nonpareille (gran Nomparela, el tipo de letra más grande).
Sin embargo, el Prototype de Fournier el joven presentaba un inconveniente mayor, porque su sistema de medidas era muy difícil de comparar con las pouces de roi (pulgadas de rey) utilizadas de manera corriente. Es por ello que el impresor Ambroise Didot creó un sistema simplificado, llamado tipómetro, basado en el pied de roi (pie de rey). Este invento fue descrito por primera vez en el libro Essai de fables nouvelles, de Pierre Didot, hijo de Ambroise.
Su nueva escala de valores estaba dividida en 288 puntos tipográficos, en lugar de 144, y describía 12 tamaños de letra, en lugar de los 20 o 22 de Fournier el joven. Como muchos de los tamaños habían conservado su nombre, pero cambiado sus proporciones, se produjo una gran confusión en el mundo de la imprenta, y hubo defensores del sistema antiguo que trataron de restablecerlo. Aun así, los points Didot (puntos Didot) fueron progresivamente adoptados hasta convertirse en la norma establecida. Esta manera de medir la tipografía basada en el sistema de medidas medieval prevaleció incluso después de la Revolución Francesa, cuando Francia adoptó el sistema métrico decimal. 
En Alemania, el sistema francés de puntos tipográficos nunca se implementó de manera uniforme, creando una amplia variabilidad de dimensiones en los tipos métalicos. Para intentar resolver esta situación, en 1879 el impresor y empresario Hermann Berthold propuso su propio sistema para estandarizar los puntos tipográficos basándose en el sistema métrico decimal. Con este propósito, dividió la distancia de un metro en 2660 puntos tipográficos. Esta medida, 0,0076 % mayor que el punto Didot, se ha convertido en la referencia actual en el mundo de la impresión. A partir de 1897, el fabricante alemán A. W. Faber comenzó a comercializar reglas corredizas que permitían a los tipógrafos calcular de manera más sencilla las medidas de sus maquetas.
Por otra parte, en el Reino Unido, territorios de la Commonwealth como en Estados Unidos, la unidad medición tipográfica fue el punto pica, de 0,3514 mm. En 1919, la empresa inglesa Monotype adoptó  este punto angloamericano. Recién a mediados de la década de 1980 esta unidad fue reemplazada por el punto DTP (Digital Technology Point), también conocido como punto Postscript.